# Roy Lassiter
Roy Lassiter (ur. 9 marca 1969 w Waszyngtonie) – były amerykański piłkarz występujący na pozycji napastnika.

## Początki
Lassiter urodził się w Waszyngtonie, a wychował się w Raleigh, w Karolinie Północnej. Uczęszczał do Athens Drive High School, a następnie grał w uniwersyteckich drużynach na uczelniach Lees–McRae College i North Carolina State University.

## Kariera klubowa
Roy Lassiter po raz pierwszy został powołany do reprezentacji USA w styczniu 1992. Tam na treningu złamał nogę w starciu z Bruce’em Murrayem. Niebawem zainteresował się nim kostarykański zespół AD Carmelita, który zgodził się zapłacić za koszty leczenia piłkarza. W 1994 roku Amerykanin został zawodnikiem jednego z najpopularniejszych zespołów w kraju – L.D. Alajuelense. Dzięki dobrej formie prezentowanej w lidze kostarykańskiej Lassiter otrzymał kilka ofert z klubów europejskich i meksykańskich, jednak Alajuelense zaoferowało mu 60 tysięcy dolarów premii za pozostanie w klubie. W 1995 roku został mianowany najlepszym obcokrajowcem rozgrywek. Tymczasem w ojczyźnie Lassitera powstała nowa liga zawodowa – MLS. Tamtejszy zespół, Tampa Bay Mutiny, zakupił 27-letniego napastnika. Tutaj tworzył bramkostrzelny duet z Carlosem Valderramą i wywalczył pierwszy w historii ligi tytuł króla strzelców z 27 golami na koncie. W październiku 1996 za sumę 1,4 miliona dolarów udał się na sześciomiesięczne wypożyczenie do włoskiej Genoi. W roku 1998 został sprzedany do D.C. United w zamian za Roya Wegerle. Następnie występował też w Miami Fusion i Kansas City Wizards, kończąc ligową karierę z 88 golami na koncie (później rekord ten pobił Jason Kreis). Przygodę z piłką zakończył w 2003 roku, pełniąc funkcję grającego asystenta w drugoligowym Virginia Beach Mariners.

### Statystyki klubowe
| Klub             | Sezon     | Kraj              | Rozgrywki        | Liga    | Liga |
| Klub             | Sezon     | Kraj              | Rozgrywki        | Występy | Gole |
| ---------------- | --------- | ----------------- | ---------------- | ------- | ---- |
| Beach Mariners   | 2003      | Stany Zjednoczone | A-League         | 25      | 7    |
| D.C. United      | 2002      | Stany Zjednoczone | MLS              | 12      | 0    |
| KC Wizards       | 2002      | Stany Zjednoczone | MLS              | 2       | 0    |
| KC Wizards       | 2001      | Stany Zjednoczone | MLS              | 23      | 7    |
| Miami Fusion     | 2000      | Stany Zjednoczone | MLS              | 27      | 8    |
| D.C. United      | 1999      | Stany Zjednoczone | MLS              | 30      | 18   |
| D.C. United      | 1998      | Stany Zjednoczone | MLS              | 25      | 18   |
| Tampa Bay Mutiny | 1997      | Stany Zjednoczone | MLS              | 24      | 10   |
| Ganoa C.F.C.     | 1996-1997 | Włochy            | Serie B          | 2       | 0    |
| Tampa Bay Mutiny | 1996      | Stany Zjednoczone | MLS              | 30      | 27   |
| Alajuelense      | 1995-1996 | Kostaryka         | Primera División | 0       | 0    |
| Alajuelense      | 1994-1995 | Kostaryka         | Primera División | 43      | 17   |
| Carmelita        | 1993-1994 | Kostaryka         | Primera División | 30      | 7    |
| Turrialba        | 1992-1993 | Kostaryka         | Segunda Divsión  | 25      | 1    |

Ostatnia aktualizacja: 18 czerwca 2010.

## Kariera reprezentacyjna
Lassiter zadebiutował w reprezentacji USA w 1992 roku, zmieniając Erica Wynaldę w przegranym 0:1 spotkaniu z WNP. Swoją pierwszą bramkę strzelił 3 lata później, w wygranym 4:3 meczu z Arabią Saudyjską. Został również powołany do listy rezerwowej na Mundial 1998.

### Statystyki reprezentacyjne
| Reprezentacja | Rok  | Mecze | Gole |
| ------------- | ---- | ----- | ---- |
| USA           | 2000 | 1     | 0    |
| USA           | 1999 | 4     | 0    |
| USA           | 1998 | 4     | 0    |
| USA           | 1997 | 11    | 2    |
| USA           | 1996 | 7     | 1    |
| USA           | 1995 | 2     | 1    |
| USA           | 1994 | 0     | 0    |
| USA           | 1993 | 0     | 0    |
| USA           | 1992 | 1     | 0    |

Ostatnia aktualizacja: 18 czerwca 2010.